# Caleb Ross
Caleb Ross, född 10 december 1981 i Whangarei, Nya Zeeland, är en nyzeeländsk skådespelare som spelade Lex i den brittisk-nyzeeländska tv-serien The Tribe.